# Jean-François Huguet
Pour les articles homonymes, voir Huguet.
Jean-François Huguet, né le 29 décembre 1679 à Rennes et mort dans la même ville le 7 juillet 1749, est un architecte et dessinateur français.

## Biographie
Il est le fils de François Huguet, architecte et retablier (?-1734) et de Catherine Houdault (1643-1729), belle-fille de l’architecte et retablier Pierre Corbineau (1600-1678). Il n’y a pas de sources historiques sur la vie personnelle ou professionnelle de Jean-François Huguet avant son mariage à Saint-Malo le 27 novembre 1710 avec Pélagie-Modeste Robiou (1693-1751), fille de l’armateur malouin Gilles Robiou (1643-1702). De leur mariage sont nés, entre 1711 et 1734, douze enfants (sept garçons et cinq filles). L'aînée, Françoise Pélagie, épouse en 1745 Jean-Joseph Rallier des Ourmes, conseiller au Présidial de Rennes et collaborateur de l'Encyclopédie. Il est probable que Jean-François Huguet ait effectué son apprentissage auprès de son père à Rennes.
Contemporain des architectes Isaac Robelin (1660-1728) et Jacques Gabriel (1667-1742), il a proposé de nombreux projets de bâtiments, pour la plupart écartés au profit de ce dernier, qui a beaucoup œuvré à la reconstruction de la ville après l'Incendie de Rennes de 1720. Il s'illustre également comme dessinateur, produisant par exemple de nombreuses planches incluses dans le manuscrit du Président Christophe-Paul de Robien intitulé Description historique, topographique et naturelle de l'ancienne Armorique, aujourd'hui conservé à la Bibliothèque de Rennes Métropole. Une exposition lui a été consacrée au Musée des Beaux-Arts de Rennes du 3 juin au 28 août 2016,.

## Architecte et expert
De 1719 à 1721, Jean-François Huguet dirige la construction de la chapelle du Bon Pasteur à Rennes, ancien couvent toujours visible 5 rue Martenot à Rennes. L’incendie de la ville de Rennes en décembre 1720 est pour lui une opportunité pour proposer ses services en tant qu’architecte, dessinateur et expert. Il présente en janvier 1721 un plan de reconstruction, mais ce projet est refusé par les membres de la Communauté de ville. Il réalise plusieurs expertises comme le devis estimatif pour la reconstruction de la Grande Halle. Il rédige en 1722, pour le maire Toussaint-François Rallier du Baty (1665-1734), un rapport sur le fonctionnement des nouvelles pompes à incendie venues de Hollande. En 1723, il recopie plusieurs plans pour Isaac Robelin (1660-1728), ingénieur militaire et directeur des fortifications de Bretagne, chargé de la reconstruction. En parallèle, il est chargé de la construction des écluses de Joué et Saint-Hélier, ainsi qu’à l’édification de la maison des Grands Carmes.

Façade de l'Hôtel de Blossac à Rennes, vu côté jardin

En 1725, il recopie et étudie les plans dressés par l’architecte du roi Jacques V Gabriel (1667-1742). Il est alors nommé adjoint de Pierre Le Mousseux (1687-1740) à la direction des bâtiments de la ville. En 1726, il réalise une carte des fontaines pour l’alimentation en eau de Rennes. En 1728, il collabore avec Gabriel pour la construction de l’Hôtel de Blossac rue du Chapitre et travaille avec Pierre Le Mousseux pour le projet d’une nouvelle halle du pain rue d’Orléans à Rennes. Quand Gabriel propose de réunir en un seul bâtiment l’hôtel de ville, le présidial et la Tour de l'horloge, Huguet tente un contre-projet finalement refusé. En 1730, il travaille à l’hôtel de la Monnaie avec Le Mousseux. En 1731, il établit le devis de construction de deux chapelles pour l’église de Guichen et rédige un devis de travaux pour des fontaines à Dinan. En 1734, il élabore des plans pour la ville de Fougères touchée par un important incendie. La même année, en tant qu’expert en art, il est chargé de faire des prisées lors de la vente des biens du Premier Président Pierre de Brilhac (1667-1734). En 1736, il fait des plans et le dessin de la construction d’un portail pour l’entrée de la cour de l'abbaye Saint-Melaine à Rennes.

## Dessinateur

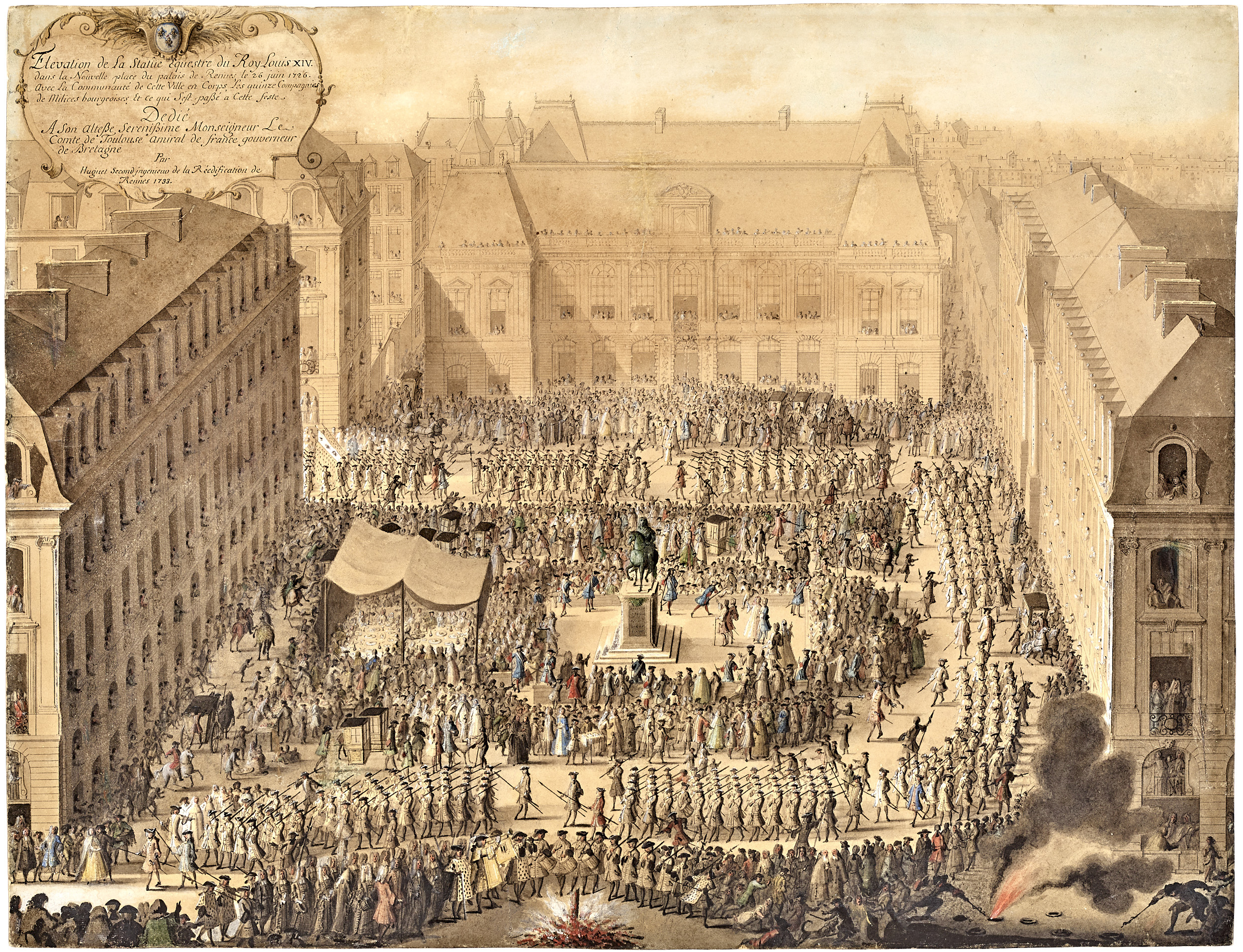
Élévation de la statue équestre du Roy Louis XIV dans la nouvelle place du Palais de Rennes le 26 juin 1726, par Huguet

Le premier dessin connu d’Huguet est l’original du Vœu fayt à Notre-Dame de Bonne-Nouvelle, aujourd’hui conservé au Musée des Beaux-Arts de Rennes. Au printemps 1725, il fait un dessin à la plume de la statue équestre de Louis XIV alors qu’il est chargé de dresser les plans de travaux d’embarquement de la sculpture pour qu’elle soit transportée de Nantes vers Rennes par voie maritime, ce dessin a été intégré au manuscrit de la Description de Bretagne de Christophe-Paul de Robien.
En 1724, il travaille sur une planche gravée représentant neuf scènes ou figures de saints, encadrées dans des cartouches et des médaillons, signée et datée « Huguet invenit 1724 -Robelin delinea invenit », travail utilisé pour illustrer Les vies des saints de Bretagne de Dom Guy Alexis Lobineau (1667-1727), ouvrage publié en 1725. L’autre signataire est Jacques Robelin dit Robelin de Nevers (1676-1750). Pour le même ouvrage, Huguet a représenté l’Ouverture des États de Bretagne. Toujours en 1724, il fait graver par Henri Simon Thomassin (1687-1741) son dessin de la Partie de l'incendie de la Ville de Rennes, vue de la place du Palais.
Huguet dessine une Élévation perspective de la Nouvelle Place du Palais en 1733, et le Change des billets de banque à l’Hôtel des Monnaies le 8 avril 1735. Il est probable qu’il ait exécuté l’Élévation perspective de l’Hôtel de Ville en 1734, année où a lieu la cérémonie de pose de la première pierre des fondations de l’hôtel de ville. L’original de cette œuvre n’a pas à ce jour été retrouvé. Le Musée des Beaux-Arts de Rennes conserve une aquarelle d’Huguet de la construction de la place du Palais qui n’est pas datée, mais ses points communs avec la vue de 1733 laisse penser qu’elle date de la première moitié des années 1730. L’Élévation perspective de la Nouvelle Place du Palais et l’Élévation perspective de l’Hôtel de Ville ont été gravées par l’ingénieur du Roi et de la Marine Philippe-Nicolas Milcent (?- 1739) en 1738 et 1739. En 1737, Huguet fait une aquarelle de la Vue du jardin de Monseigneur le premier Président qui était situé rue des Dames à Rennes. Le dessinateur Théophile Busnel (1842-1918) a fait une copie de cette œuvre dont on n’a pas vu l’originale depuis 1898.

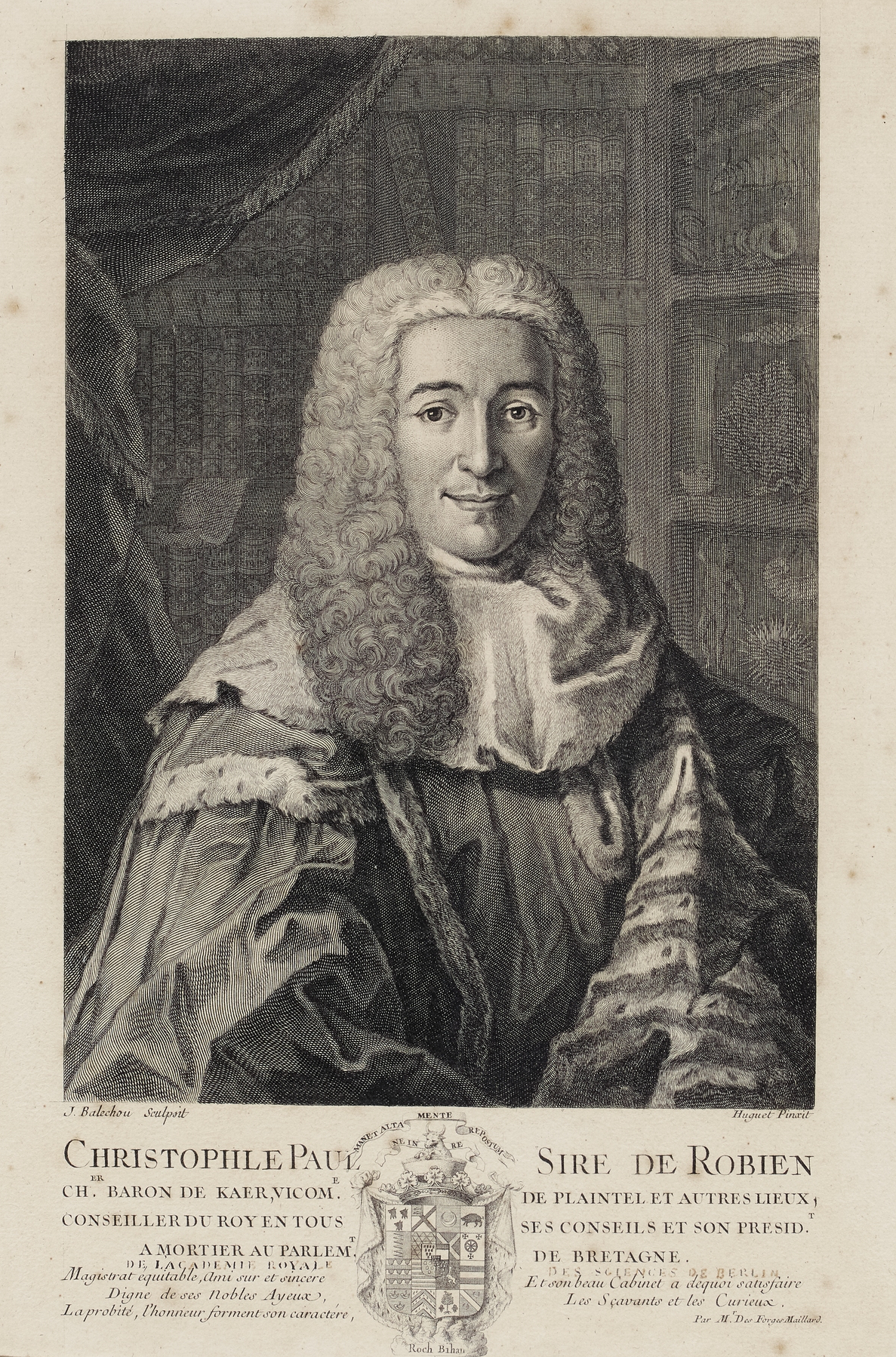
Portrait du Président de Robien
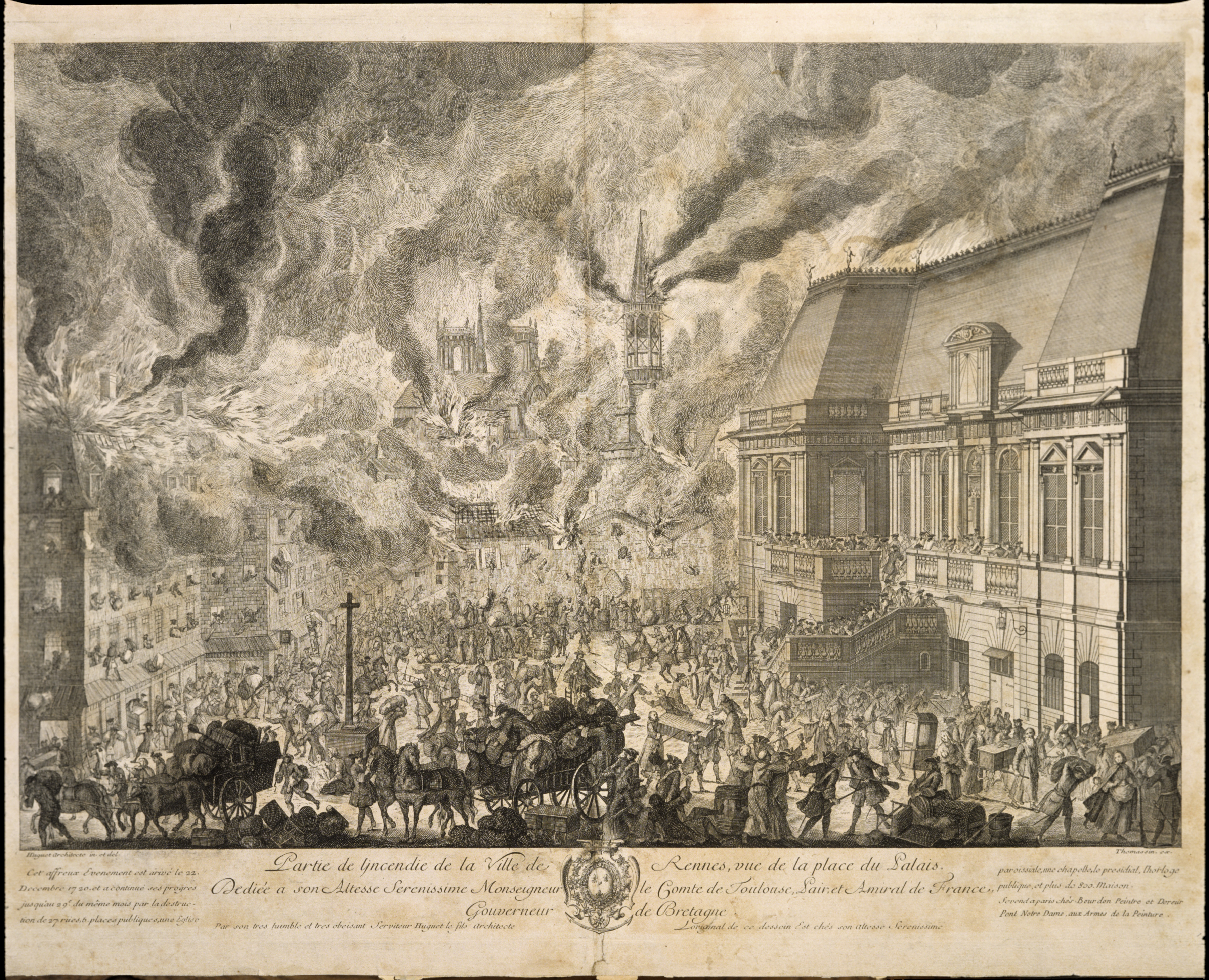
Incendie de la Ville de Rennes
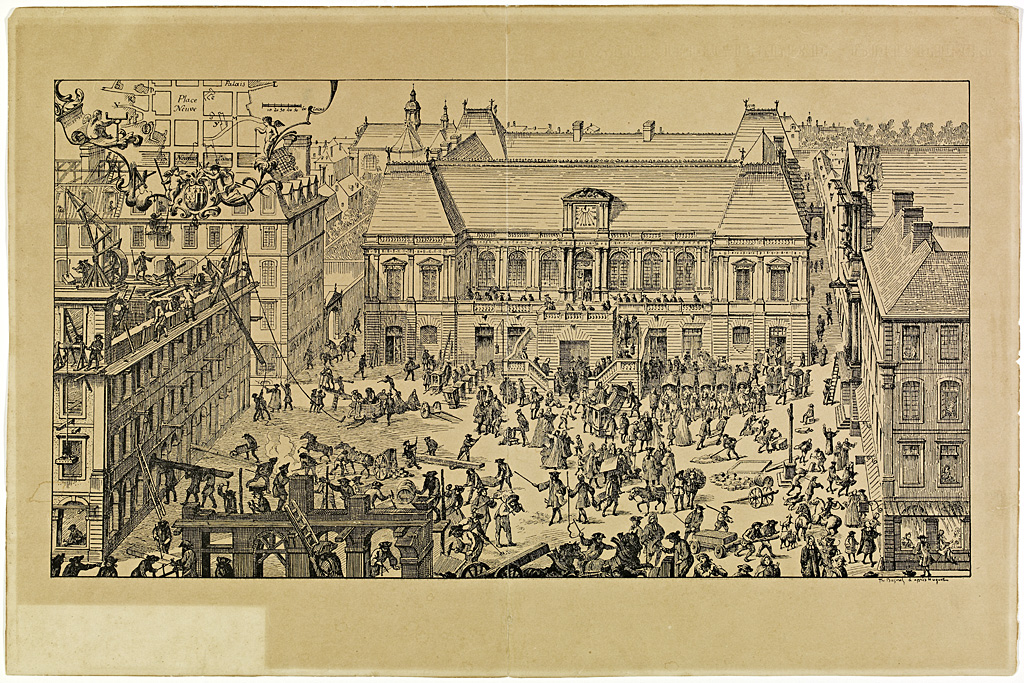
Construction de la place du Palais
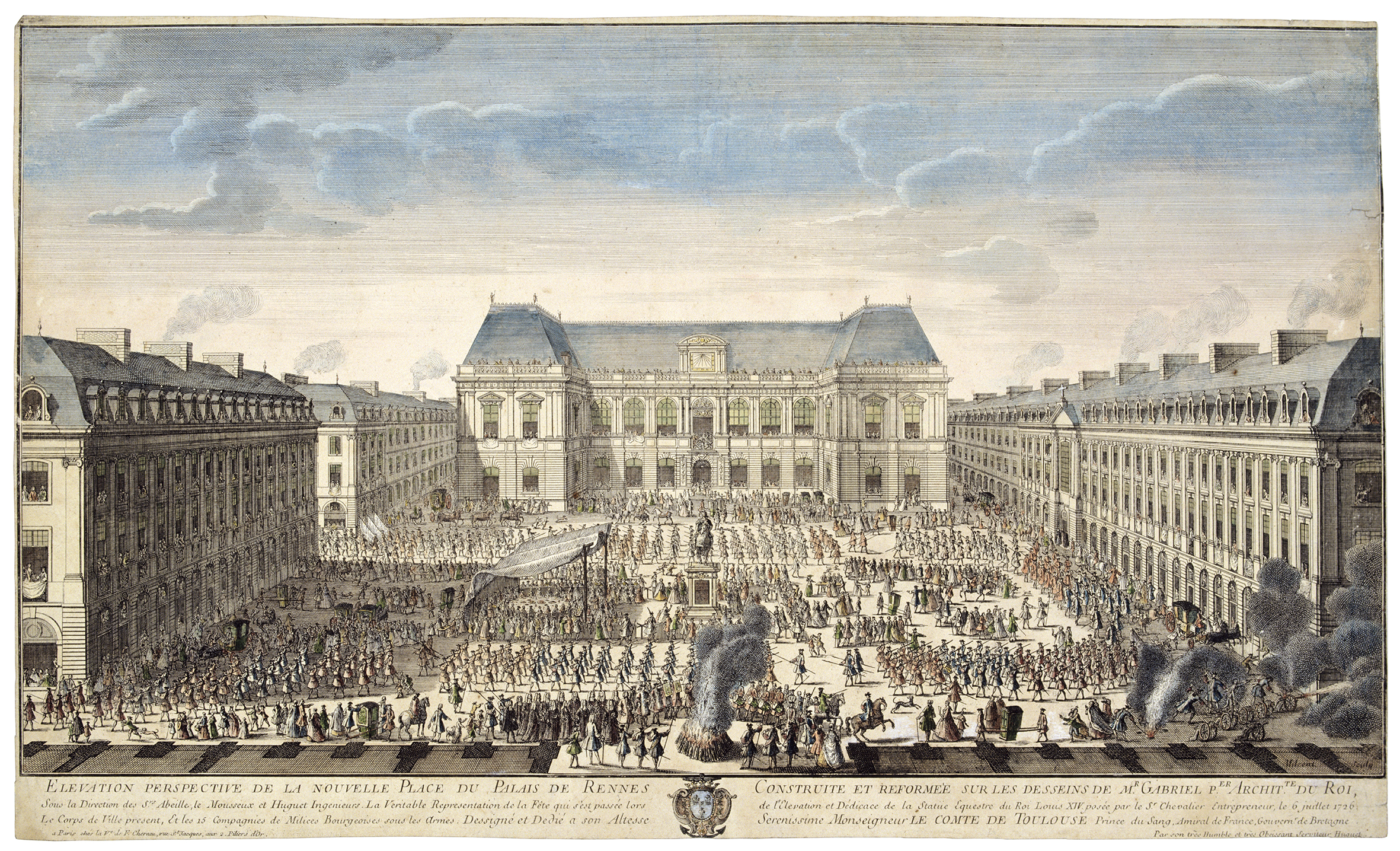
Perspective nouvelle place du Palais de Rennes
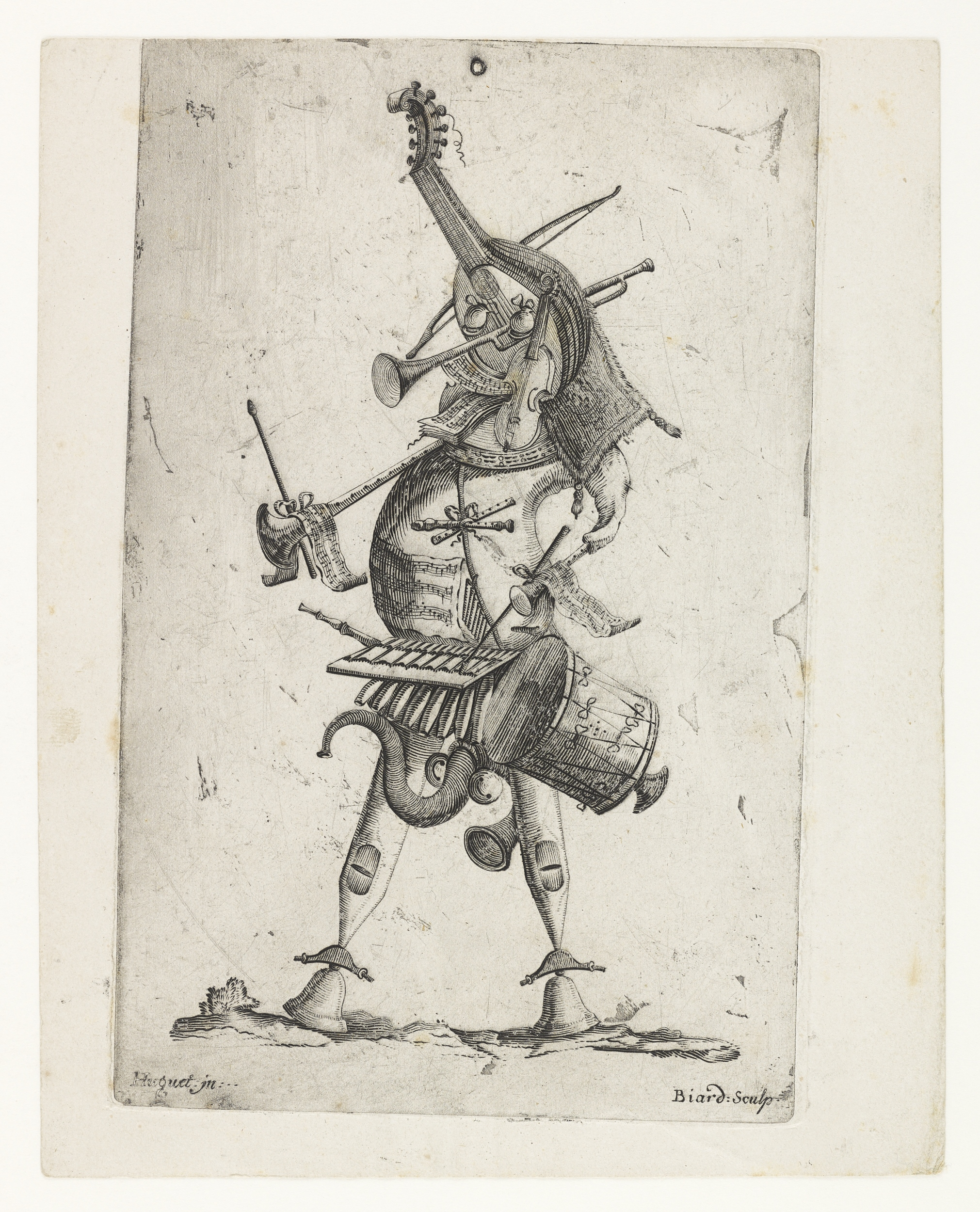
Homme-orchestre

Dans les années 1740, Huguet réalise plusieurs œuvres inspirées de textes bibliques et des récits de la mythologie gréco-romaine. Le Musée des Beaux-Arts de Rennes et le Musée de Bretagne conservent quelques œuvres caricaturales. Il s’avère qu’Huguet est également l’auteur d’un portrait de Christophe-Paul de Robien gravé par Jean-Joseph Balechou (1716-1764). Il a travaillé pour de Robien à l’illustration de l’Essay d’histoire généalogique des maisons Gautron et Robien terminé en 1732 et à celle de la Description historique, topographique et naturelle de la Bretagne, grand projet entrepris par de Robien à partir de 1727 devant tracer un tableau de l’histoire, de la géographie et de l’histoire naturelle de la province de Bretagne.